# Ai Ogura
Ai Ogura (小椋 藍 Ogura Ai?) (26 de enero de 2001, Tokio, Japón) es un piloto de motociclismo japonés. Desde 2018 compite en el Campeonato del Mundo de Motociclismo, resultó tercero de Moto3 en 2020, y subcampeón de la categoría de Moto2 en 2022, y campeón del mundo en 2024 con el equipo MT Helmets – MSi. En 2025 dio el salto a MotoGP con el Trackhouse Racing con una Aprilia RS-GP.

## Biografía
En 2018 debutó en el Campeonato del Mundo de Moto3, compitiendo como wild card en los grandes premios de España, Países Bajos, Alemania y Austria con una Honda NSF250R del Asia Talent Team. Consiguió su único punto en la temporada al terminar en la 15.º posición en España.
En 2019 se convirtió en piloto titular del Honda Team Asia, manejando una Honda NSF250RW. Su compañero de equipo en esta temporada fue su compatriota Kaito Toba. Consiguió su primer podio mundialista al terminar segundo puesto en el Gran Premio de Aragón. Se perdió el Gran Premio de Italia debido a las lesiones sufridas en un accidente ocurrido en la carrera anterior en Francia. Su lugar en el equipo, en ese gran premio, lo ocupó el indonesio Gerry Salim.
Se mantuvo en el equipo para 2020 siendo acompañado en esta temporada por otro compatriota, Yuki Kunii. Tras competir por el Mundial 2020 de Moto3 con Albert Arenas y Tony Arbolino, finaliza la temporada en el tercer lugar de la clasificación final logrando siete podios.
Para 2021 da el salto a Moto2 con el equipo IDEMITSU Honda Team Asia formando equipo junto al tailandés Somkiat Chantra. Durante esta temporada logra su primer podio en la categoría en el Gran Premio de Austria, quedando segundo tras Raúl Fernández. Termina la temporada siendo octavo en el campeonato de pilotos.
En 2022, Ogura pelea por el título de pilotos hasta la última carrera frente a Augusto Fernández, quien vence tras que Ogura se caiga al suelo en las dos últimas pruebas del campeonato. Finaliza la temporada con tres victorias en España, Austria y en Japón
Tras un difícil inicio de temporada, Ogura no consigue estar en la lucha por el campeonato durante 2023. A pesar de ella logra tres podios y finaliza noveno el campeonato de pilotos.
En 2024, Ogura decide cambiar de equipo y de constructor de cara a esta temporada. Así firma con MT Helmets – MSi para montar moto Boscoscuro junto a Sergio García en el equipo. Su temporada destaca por la regularidad y por alcanzar las victorias en Cataluña, Assen y San Marino, en una lucha por el título frente a otros pilotos como su propio compañero, Sergio García, Arón Canet o Fermín Aldeguer. En el Gran Premio de Tailandia, Ogura se proclama campeón del mundo quedando segundo a falta de dos carreras para el final de la temporada.

## Resultados

### Red Bull MotoGP Rookies Cup
(Carreras en negrita indica pole position, carreras en cursiva indica vuelta rápida)
| Temp. | 1     | 2     | 3   | 4   | 5   | 6   | 7      | 8      | 9     | 10    | 11    | 12    | 13     | Pos. | Pts. |
| ----- | ----- | ----- | --- | --- | --- | --- | ------ | ------ | ----- | ----- | ----- | ----- | ------ | ---- | ---- |
| 2017  | JER 2 | JER 4 | ASS | ASS | SAC | SAC | BRN 19 | BRN 11 | RBR 1 | RBR 3 | MIS 1 | ARA 2 | ARA 19 | 5.º  | 124  |

### FIM CEV Moto3 International Championship
(Carreras en negrita indica pole position, carreras en cursiva indica vuelta rápida)
| Temp. | 1       | 2       | 3     | 4     | 5     | 6      | 7     | 8       | 9     | 10    | 11    | 12    | Pos. | Pts. |
| ----- | ------- | ------- | ----- | ----- | ----- | ------ | ----- | ------- | ----- | ----- | ----- | ----- | ---- | ---- |
| 2018  | EST Ret | VAL Ret | VAL 3 | LMS 3 | CAT 7 | CAT 23 | ARA 4 | JER Ret | JER 2 | ALB 7 | VAL 1 | VAL 2 | 5.º  | 128  |

### Campeonato del Mundo de Motociclismo
Sistema de puntuación de 1993 hasta 2022:
| Posición | 1.º | 2.º | 3.º | 4.º | 5.º | 6.º | 7.º | 8.º | 9.º | 10.º | 11.º | 12.º | 13.º | 14.º | 15.º |
| Puntos   | 25  | 20  | 16  | 13  | 11  | 10  | 9   | 8   | 7   | 6    | 5    | 4    | 3    | 2    | 1    |

Sistema de puntuación desde 2023 en adelante:
| Posición       | 1.º | 2.º | 3.º | 4.º | 5.º | 6.º | 7.º | 8.º | 9.º | 10.º | 11.º | 12.º | 13.º | 14.º | 15.º |
| Puntos         | 25  | 20  | 16  | 13  | 11  | 10  | 9   | 8   | 7   | 6    | 5    | 4    | 3    | 2    | 1    |
| Carrera sprint | 12  | 9   | 7   | 6   | 5   | 4   | 3   | 2   | 1   |      |      |      |      |      |      |

#### Por categoría
| Cat.  | Temp.         | 1.er Gran Premio | 1.er Podio    | 1.ª Victoria  | Carreras | Victorias | Podios | Poles | V.Ráp. | Pts.   | CM |
| ----- | ------------- | ---------------- | ------------- | ------------- | -------- | --------- | ------ | ----- | ------ | ------ | -- |
| Moto3 | 2018–2020     | España 2018      | Aragón 2019   |               | 37       | 0         | 8      | 1     | 2      | 280    | 0  |
| Moto2 | 2021-2024     | Catar 2021       | Austria 2021  | España 2022   | 74       | 6         | 19     | 4     | 2      | 773.5  | 1  |
| Total | 2018-presente | 2018-presente    | 2018-presente | 2018-presente | 111      | 6         | 27     | 5     | 4      | 1053.5 | 1  |

#### Por temporada
| Temp. | Cat.   | Moto       | Equipo                   | N.º | Carreras | Victorias | Podios | Poles | V.Ráp. | Pts. | Pos. |
| ----- | ------ | ---------- | ------------------------ | --- | -------- | --------- | ------ | ----- | ------ | ---- | ---- |
| 2018  | Moto3  | Honda      | Asia Talent Team         | 4   | 0        | 0         | 0      | 0     | 1      | 36.º |      |
| 2019  | Moto3  | Honda      | Honda Team Asia          | 18  | 0        | 1         | 0      | 1     | 109    | 10.º |      |
| 2020  | Moto3  | Honda      | Honda Team Asia          | 15  | 0        | 7         | 1      | 1     | 170    | 3.º  |      |
| 2021  | Moto2  | Kalex      | Idemitsu Honda Team Asia | 17  | 0        | 1         | 0      | 1     | 120    | 8.º  |      |
| 2022  | Moto2  | Kalex      | Idemitsu Honda Team Asia | 20  | 3        | 7         | 3      | 1     | 242    | 2.º  |      |
| 2023  | Moto2  | Kalex      | Idemitsu Honda Team Asia | 18  | 0        | 3         | 0      | 0     | 137.5  | 9.º  |      |
| 2024  | Moto2  | Boscoscuro | MT Helmets – MSi         | 19  | 3        | 8         | 1      | 0     | 274    | 1.º  |      |
| 2025  | MotoGP | Aprilia    | Trackhouse MotoGP Team   |     |          |           |        |       | *      | *    |      |
| Total | Total  | Total      | Total                    | 111 | 6        | 27        | 5      | 4     | 1053.5 |      |      |

- Temporada en curso.

#### Carreras por año
| Año  | Cat.   | Moto       | 1      | 2         | 3       | 4       | 5       | 6        | 7       | 8       | 9        | 10        | 11        | 12       | 13       | 14    | 15      | 16     | 17      | 18      | 19      | 20      | 21  | 22  | Pos. | Pts.  |
| ---- | ------ | ---------- | ------ | --------- | ------- | ------- | ------- | -------- | ------- | ------- | -------- | --------- | --------- | -------- | -------- | ----- | ------- | ------ | ------- | ------- | ------- | ------- | --- | --- | ---- | ----- |
| 2018 | Moto3  | Honda      | QAT    | ARG       | AME     | SPA 15  | FRA     | ITA      | CAT     | NED 23  | GER Ret  | CZE       | AUT 20    | GBR      | RSM      | ARA   | THA     | JPN    | AUS     | MAL     | VAL     |         |     |     | 36.º | 1     |
| 2019 | Moto3  | Honda      | QAT 11 | ARG 17    | AME 11  | SPA 9   | FRA Ret | ITA      | CAT 6   | NED 6   | GER 7    | CZE 6     | AUT 12    | GBR 10   | RSM Ret  | ARA 2 | THA Ret | JPN 14 | AUS 14  | MAL 4   | VAL 10  |         |     |     | 10.º | 109   |
| 2020 | Moto3  | Honda      | QAT 3  | SPA 2     | AND Ret | CZE 3   | AUT 4   | EST 3    | RSM 2   | ERM 3   | CAT 11   | FRA 9     | ARA 14    | TER 9    | EUR 3    | VAL 8 | POR 8   |        |         |         |         |         |     |     | 3.º  | 170   |
| 2021 | Moto2  | Kalex      | QAT 17 | DOH 5     | POR Ret | SPA 7   | FRA 7   | ITA 6    | CAT Ret | GER Ret | NED 6    | EST 5     | AUT 2     | GBR 9    | ARA 8    | RSM 7 | AME 7   | ERM 9  | ALG Ret | VAL DNS |         |         |     |     | 8.º  | 120   |
| 2022 | Moto2  | Kalex      | QAT 6  | INA 6     | ARG 3   | AME 2   | POR Ret | SPA 1    | FRA 5   | ITA 3   | CAT 7    | GER 8     | NED 2     | GBR 4    | AUT 1    | RSM 5 | ARA 4   | JPN 1  | THA 6   | AUS 11  | MAL Ret | VAL Ret |     |     | 2.º  | 242   |
| 2023 | Moto2  | Kalex      | POR    | ARG DNS   | AME 15  | SPA Ret | FRA 9   | ITA 15   | GER 14  | NED 2   | GBR 8    | AUT 3     | CAT 7     | RSM 5    | IND 21   | JPN 2 | INA 17  | AUS 15 | THA 5   | MAL 4   | QAT 4   | VAL 11  |     |     | 9.º  | 137.5 |
| 2024 | Moto2  | Boscoscuro | QAT 4  | POR 5     | AME 7   | SPA 6   | FRA 2   | CAT 1    | ITA 5   | NED 1   | GER 3    | GBR 14    | AUT DNS   | ARA 8    | RSM 1    | ERM 4 | INA 2   | JPN 2  | AUS 4   | THA 2   | MAL Ret | SLD 4   |     |     | 1.º  | 274   |
| 2025 | MotoGP | Aprilia    | THA 54 | ARG DSQ15 | AME 9   | QAT 157 | SPA 812 | FRA 1014 | GBR WD  | ARA INJ | ITA 1012 | NED Ret16 | GER Ret17 | CZE 1416 | AUT 1415 | HUN   | CAT     | RSM    | JPN     | INA     | AUS     | MAL     | POR | VAL | 16.º | 53    |

| Color     | Resultado                                                               |
| --------- | ----------------------------------------------------------------------- |
| Oro       | Ganador                                                                 |
| Plata     | 2.ª plaza                                                               |
| Bronce    | 3.ª plaza                                                               |
| Verde     | Finalizó en los puntos                                                  |
| Azul      | Finalizó sin puntos                                                     |
| Azul      | NC - No clasificado                                                     |
| Violeta   | Ret - No terminó (Carrera)                                              |
| Rojo      | DNQ - No se clasificó                                                   |
| Negro     | DSQ - Descalificado                                                     |
| Blanco    | DNS - No empezó (carrera)                                               |
| Blanco    | WD - Retirado (fin de semana)                                           |
| Blanco    | C - Carrera cancelada                                                   |
| Sin color | DNP - Inscrito pero no participó                                        |
| Sin color | INJ - Lesionado                                                         |
| Sin color | EX - Excluido                                                           |
| Estado    | Resultado                                                               |
| Negrita   | Pole position                                                           |
| Cursiva   | Vuelta rápida                                                           |
| x         | Posición en carrera sprint                                              |
| †         | Abandona, pero clasifica al completar el porcentaje requerido para ello |

## Títulos
| Predecesor: Pedro Acosta | Campeón Mundial de Moto2 2024 | Sucesor: Actual campeón |